# Diaporthe ligulata
Diaporthe ligulata är en svampart som beskrevs av Nitschke 1870. Diaporthe ligulata ingår i släktet Diaporthe och familjen Diaporthaceae.   Inga underarter finns listade i Catalogue of Life.